# پناهگاه حیات وحش دشت ناز
پناهگاه حیات وحش دشت ناز یک پناهگاه حیات وحش با مساحت ۵۶ هکتار است که در استان مازندران در ایران قرار دارد. این پناهگاه حیات وحش طبق مصوبهٔ شمارهٔ ۵۷۳ در تاریخ ۱۳۵۴/۵/۲۰ در فهرست مناطق تحت حفاظت سازمان محیط زیست ایران قرار گرفت.
در این پناهگاه، ضمن حفاظت و نگهداری گوزن زرد ایرانی که تعلیف آن‌ها به‌طور دستی انجام می‌پذیرد، همه‌ساله تعدادی از گوزن‌های تولیدشده را به زیستگاه‌های اصلی، یعنی حواشی رودخانهٔ دز و کارون منتقل می‌کنند. تعدادی از گوزن‌های این پناهگاه به جزیرهٔ اشک در دریاچهٔ ارومیه نیز انتقال داده شده‌اند.

## ویژگی منطقه
این منطقه کوهستانی و پوشیده از جنگل‌های هیرکانی می‌باشد و از منحصر به‌فردترین اکوسیستم‌های طبیعی کشور برخوردار است و همچنین وجود بیش از۴۴۷ گونه گیاهی از جمله ممرز، راش، توسکا، انجیلی و لیلکی، بیان‌کننده این مطلب است. گونه‌های گیاهی غالب درخت آزاد و بلوط می‌باشد و همچنین دارای توسعهٔ گردشگری است.

## گونه‌های جانوری
گونه‌های مهم جانوری این منطقه شامل گوزن زرد ایرانی مرال، شوکا، گربه جنگلی و قرقاول است.

## عوامل مخرب منطقه
فشار ناشی از نگهداری و تکثیر گوزن زرد در بیش از پنج دهه و تخریب پوشش جنگلی و عدم رویش و جایگزینی درختچه‌های جدید مهم‌ترین عوامل تأثیرگذار و مخرب بر پناهگاه دشت ناز می‌باشند.